# 授業書

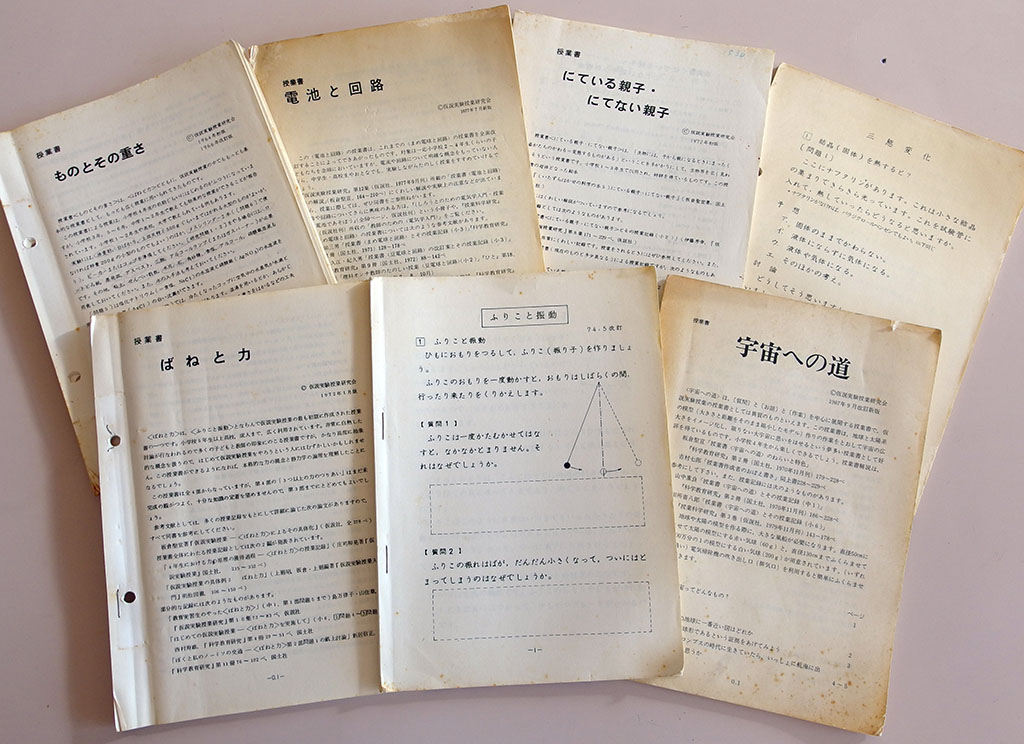
仮説実験授業の授業書

授業書（じゅぎょうしょ、英: Hypothesis-Experiment Classbook）とは、
1. 1963年（昭和38年）に板倉聖宣(1930-2018)が提唱した仮説実験授業で、科学の基本的な概念や法則を教えるために使用される児童生徒用の印刷物である[3]。授業書はある概念や法則について、一連の問題が慎重に配列された「教案　兼教科書　兼ノート　兼読み物」であり、その授業書に印刷されている指示そのままに従って授業を進めれば、授業者の経験によらず、だれにでも一定の成果が得られるように作られている[4]。
2. 仮説実験授業研究会に属さない研究者・授業者が、仮説実験授業の成果を見て、1970年代から「授業書方式」と呼ぶ教育の実験・実証的研究の手法を用いて作成された児童・生徒用のテキストのこと。これらのテキストも「授業書」を称しており、その指示に従って授業を行うことで一定の成果が出るとされた[5]。

である。最初に1について述べ、2については「授業書方式」の項で触れる。

## 概要
授業書の成立には、「授業には各クラスの教師と生徒の個性を越えた法則性があり、個々の教師が作成した教材で授業するよりも、多くの他のクラスで成功した授業プランで授業した方が成功するのが普通である」という板倉の授業論がもとになっている。板倉は授業書を作成するにあたって、科学的認識は対象に対して「仮説・予想」をもって意識的に問いかける「実験」によってのみ成立すると考え、授業書の問題配列や予想選択肢を配置した。また、科学的認識は社会的に成立するという考えのもとで、個々の人間が確かめた事柄を越えた認識を目指すように内容を組み立てた。授業書の存在があってはじめて、仮説実験授業の考え方が実現でき、「授業書」は仮説実験授業の中心概念の一つである。授業書の成立で、授業研究が再現・検証可能な実験科学として確立した。提唱以来仮説実験授業で開発され使用されている授業書は、主なものだけでも100を越え、2020年現在も新しい授業書の開発や改訂作業が盛んに行われている。
仮説実験授業の授業書は「問題」を中心にして構成され、「質問」「研究問題」「練習問題」「原理･法則の説明」「新しい科学の言葉（言葉の約束）」などの構成要素からなっている。授業書によって教育内容と教師の行動を再現性のある方法で規定することが可能になった。この結果、実験授業を繰り返すことで、授業の再現性や有効性を実験的に確認し、積み上げる研究方法が確立し、教育研究を実験科学にすることに成功した。授業書は教育（授業）の法則性をすくい取るためのいわば器であり、仮説実験授業はこれを意識的に作り出すことができたために、明治中期以降以来の懸案であった教育あるいは教育学の科学化運動を軌道にのせる役目を果たす結果になった。

## 授業書の構成要素

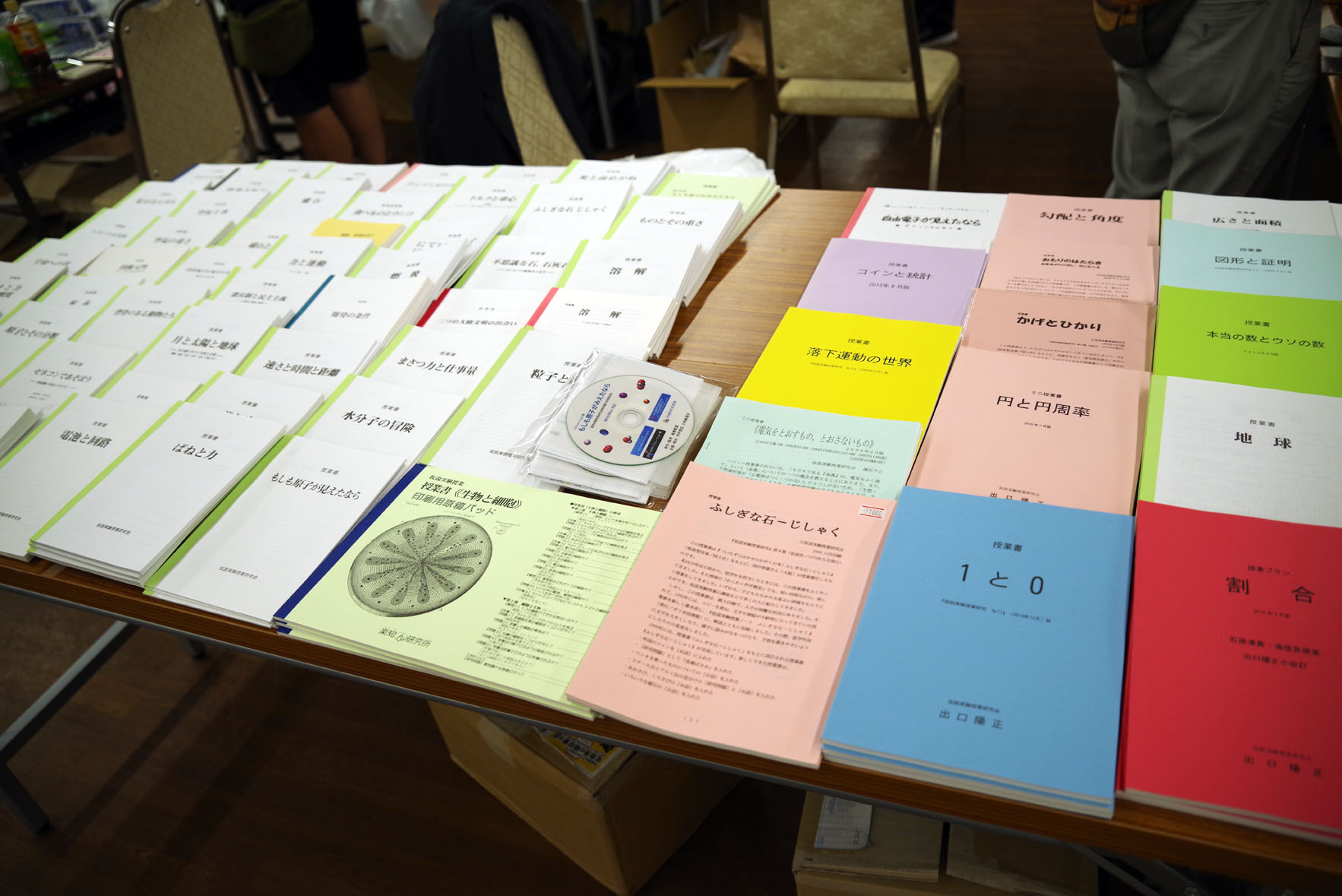
仮説実験授業研究会の全国大会で販売されている授業書。2022年8月大阪大会。

板倉が提示した仮説実験授業の授業書の構成要素は以下の通りである。
質問
授業書のはじめに置かれていることが多い。過去の経験や記憶をたずねるもので、授業に自然に入るための導入部分となる。
問題
すべての生徒が一人で予想を立て、自分自身で考えて討論に参加し、実験に訴えてその真否を明らかにすることを要求するものである。
予想
問題には予想選択肢が付いていて、生徒はこの中から一つを選ぶ。選択肢は「直感的常識的な認識による予想」と「科学的認識による予想」が対立するように作られる。
討論
この項では「みんなの予想を出しあってから討論しましょう」、「みんなの考えを出しあって、討論しましょう」、「みんなの考えを出しあいましょう」というように区別した表現を用いて指示する。それによって積極的に理由を出しあって討論する場合や、簡単に考えを述べ合って終わることもある。「問題」によってどの段階の討論が予期しうるかということを示している。
実験
仮説実験授業の実験は予想や討論で提出された意見対立のどちらが正しいかさえ明瞭であればよいので、いたずらに精度を気にする必要はなく、教師実験ですますことがほとんどである。
新しい科学の言葉・お話・読み物
問題を重ねて授業書の示す法則･概念を生徒が容易に納得しうる状態になった段階で、命題の正当性はこれまでのたくさんの科学者たちの研究の上に基礎づけられているものであるということを、明瞭に伝えるために置かれている。これらの読み物は、生徒が学習した原理がどれほど役に立つものであるかということを知らせて、生徒たちの興味関心を高め、視野を広げさせようとするものである。
練習問題
主として習熟のために置かれる問題。一般に実験的検証を必要としないと考えられるもの。
研究問題
生徒全員に要求する問題ではなく、有志のものが行うことを期待するにとどまるものである。一部の生徒が実験した結果をクラスに公開するように指導して、自発的な研究欲を高め、教育内容の視野を広げるように仕向けることが望ましい。

## 仮説実験授業の授業書の要件
（1）科学上の最も基本的で一般的な概念や法則を教える。
授業書で教える内容は、一回見たり一回実験すればわかるような特殊な知識ではなく、非常に広い範囲にわたって一般的に成り立つような概念や法則を教えるものである。そのような概念や法則は一回見たり実験しただけで理解できるものではない。例えば授業書〈ふりこと振動〉の教育目的はふりこそのものではなく、力学上の振動の概念である。
庄司和晃は小学校段階ではそのような基礎的な概念･法則として、
1. ものにはすべて重さがある
2. 力の原理
3. 物質の電気的性質
4. 生物の多様性

などをあげた。
科学上の一般的基礎的な概念･法則の修得をめざさない授業は、いくら予想を立てさせても仮説実験授業とは呼ばない。
（2）一連の授業が子どもたちに喜ばれるようなものになっている。
子どもたちの知的興味をかき立てそれを深めるために予想を立てさせることがマイナスであるなら、予想を立てさせない方が良いし、討論がおもしろくないというなら討論もやらせない方が良い。教師の側でいくら大切な概念や法則だと思っても、子どもたちがそんなことを知っても役立ちそうもないし、おもしろくもないというなら、それを教えるのを断念するか、教え方や内容を全面的に変えなくてはならない。

## 使い方
授業書は仮説実験授業の運営法に従って使用する。生徒にはそのつど必要なページだけ渡し、予習させない。教師の役割は問題の意味を全員が理解するように配慮し、予想の理由を言いやすい雰囲気や、意見出しやすい雰囲気を作ることを心がけ、実験結果が全員に分かるように運営することである。

## 授業書以前の授業用テキストの歴史

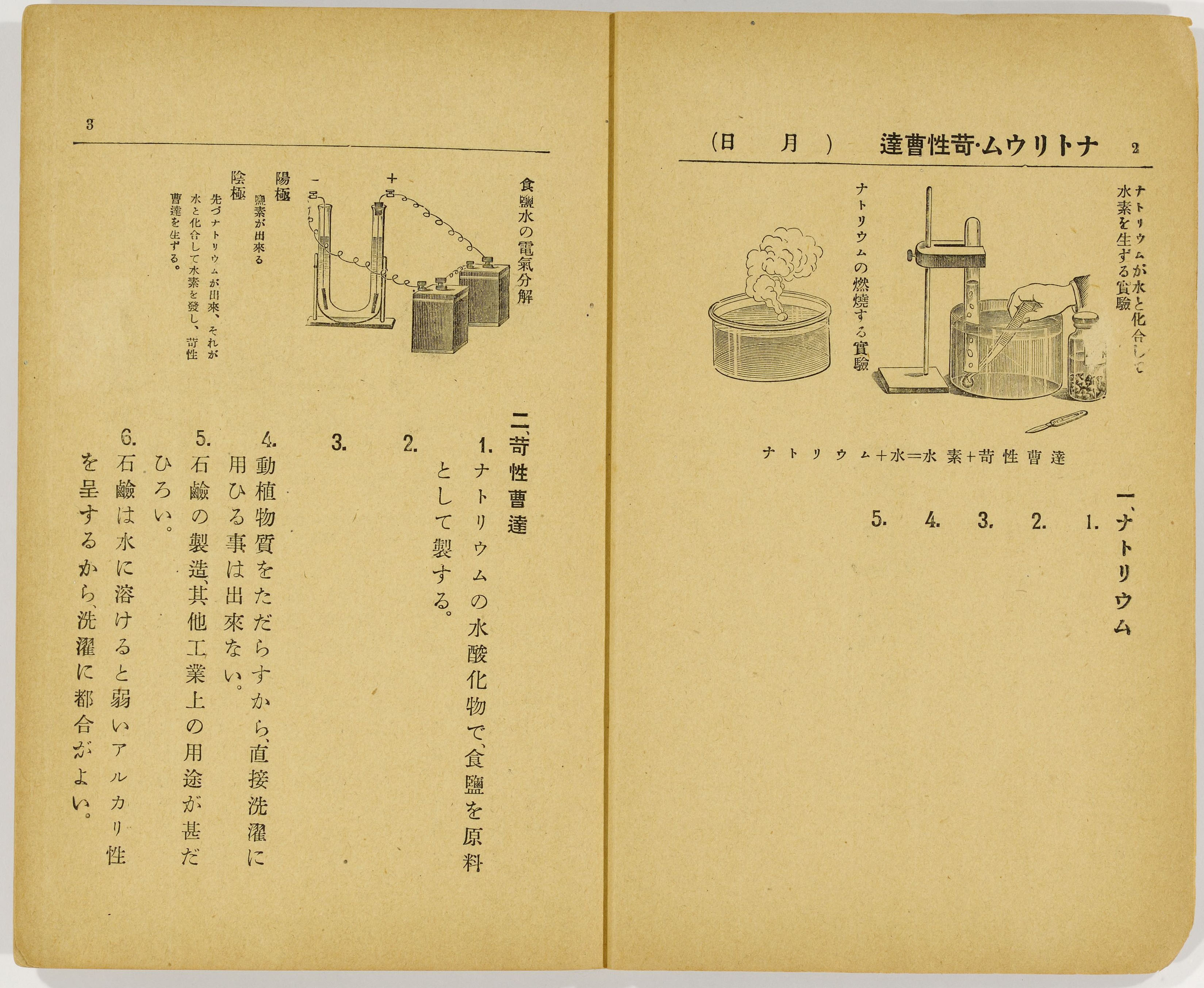
『高等小学理科筆記帳』信濃教育会発行、1917年（大正6年）

### 「理科学習帳」と「初等理科」
授業書に類するものが仮説実験授業以前に全く無かったというわけではない。第一次世界大戦後の1921年から信濃教育会によって用いられたノート兼用の「理科学習帳」や、第二次世界大戦中に用いられた国定教科書「初等科理科」など、子どもに課題を与えて自習させ、子どもたちに解答させるものが、いくらか「授業書」的性格を持っている。

### 理科ノート方式

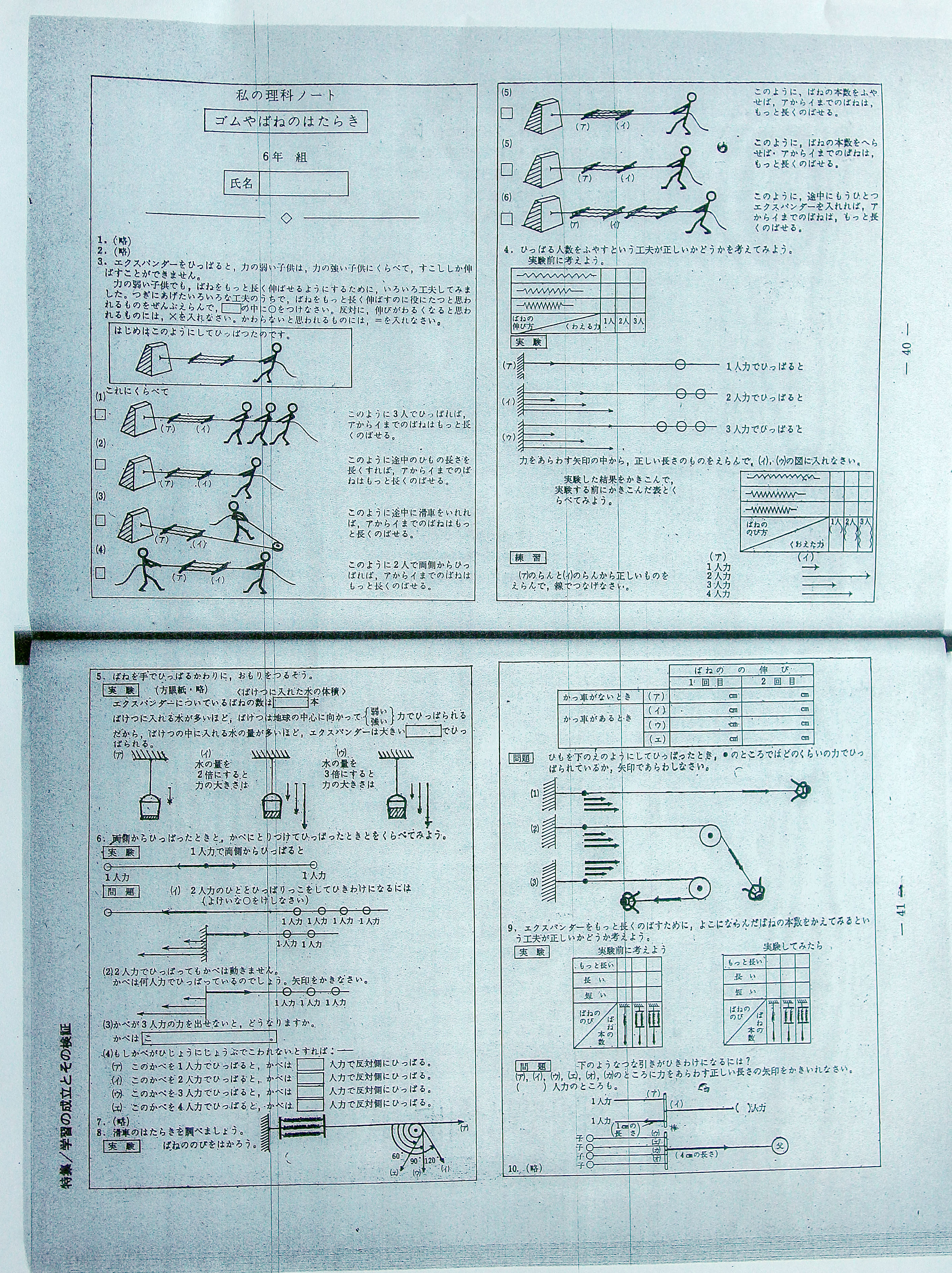
理科ノート(1963年)

このなかで直接「授業書」の成立に大きな影響を与えたのは、戦後の国立教育研究所の細谷純らが開発した「理科ノート方式」の授業である。この方式はまず問題に対する各自の解答（予想）を理科ノートに記入させ、それから全員でその予想を発表させて討論し、議論が出尽くしたところで実験をしてその結果を記入させるという順序ですすめられる。理科ノート方式は仮説実験授業と似ているが、力の概念形成に十分な成果をあげることはできなかったとされる。しかしながら、細谷らは「児童が今までの学習の結果としてもっている力観・力学観をもとにして、ばねやゴムの、さまざまな場合での伸び縮みを予想させたり、関連付けさせたりしながら、そこに働く力学的法則を理解させ、この過程を通して児童が初めにもっていた力観。力学観を、あるいは正し、あるいは深めていこうとすることが、この単元を指導するために適切ではないかと仮説され、それに沿って教案編成がなされたのである。」と述べて、子供の「直感的常識的認識」を教育に利用しようとする考えが見られる。また細谷らの「理科ノート」には、後の仮説実験授業の授業書「ばねと力」で使用している問題のいくつかが使われていた。板倉聖宣も「とくに当研究所の細谷純、永野重史の両氏には有益な多くの示唆をいただいた」と述べている。
板倉は「理科ノート」の問題点として「授業研究の手段であって、必ずしも毎日の授業そのものの手段とはされなかったことである」「〈理科ノート〉は、授業研究を志す個々の現場教師がみずから案出して作成すべきものとして進められている」と批判し、「理科ノートのようなものを作成して子供の考え方の実態をとらえる研究をすすめる責任は主として教育研究者の側にあるのであって、教育研究者は現場教師の研究の補助者・督促者であってはならない」としている。

## 授業書概念の成立の歴史

### テキスト以前
板倉聖宣が科学史を専攻した東大大学院を修了後就職した国立教育研究所で仮説実験授業の実際的な研究を始めたのは1963年4月である。当時、学習院初等科に在職していた上廻昭（かみさこあきら）(1927-2015)は、板倉の助言で授業プランを作成し、6月には板倉はその授業の子ども達の討論にとても驚いた。7月に板倉は「誰が使っても科学教育ができるテキストを作成する」と述べて、「テキスト」あるいは「理科ノートの第一次案」と呼んでいた。

### 仮説実験授業の提唱直前
板倉が仮説実験授業を提唱する直前の1963年4月から7月にかけての、上迫の記録ノートには、板倉の言葉として「きめ細かく指導プランをたてて実施し、科学的に確証を掴むことが大切」「プランをどうやって作っていくのか」と書かれていて、テキストという言葉はない。1963年6月から7月頃の未発表原稿には「授業プラン」「授業改革プラン」「授業プログラム」「教授プログラム」などの言葉はあるが、テキストという言葉はない。

### ふりこと振動のテキスト
1963年7月の精力的な研究によって「ふりこと振動」が完成すると、これを発表するにあたって「これまでにない形式と内容を持つ新しい概念のテキスト」という言葉を選んだ。仮説実験授業は1963年8月の科学教育研究協議会の全国大会で「仮説・実験授業のためのテキスト－－ふりこと振動」という論文タイトルで発表された。

### テキストから授業書へ
1965年6月に板倉は「（理科）教科書の機能と形態について」の手稿の中で、はじめて「授業書」という語を用いた。それ以後板倉の論文には「授業書」の語が頻出する。板倉は1961年から日本科学史学会の20周年記念事業の『日本科学技術史大系』の編集に携わり、「教育」の3巻を中心に編集し、日本の理科教育史を研究していた。板倉は教科書史を調べるうちに、歴史上に仮説実験授業のテキストに近いものはあるが、同じようなものは全く無いことを確認した。そこで板倉は「テキスト」という言葉では、仮説実験授業の「授業科学」としての革命的な形式と内容が伝わらないと考えた。
板倉は1965年6月の手稿で「教科書論を研究するようになって、自分たちのテキストの特徴をはっきりと科学教育史上に位置づけさせることができたので、授業書という名前をつけた」と述べている。板倉はそれまでに無かった新しい概念を表すために最もふさわしい言葉として「授業書」という言葉を発明した。板倉は、授業の真似できる部分とそうで無い部分を吟味し、問題と実験以外にも「読みもの」や「扱う法則や概念の説明のしかた」などもあることを確認していき、それを「授業書概念」に定着させることに成功した。
板倉は「授業書は授業（教師と生徒集団）そのものに課題を与えてその授業の進行について具体的な指示を与え、「授業書」の指定通りに授業を展開することを要求するものであって、一般の教科書とは、その形態の上でも、機能の上でも、著しい違いを持っている。そこで「授業書」という名称を与えることにしたのである」と述べている。

## 授業書と仮説実験的認識論
板倉は仮説実験授業の授業書についてエルンスト・マッハの次の言葉を引用している。

「実験の結果を前もって推測させておく方法は教授法としてもはなはだ有効である。私自身、短期間ではあったが、ギムナジュウム時代に師事したH.フィリップという立派な先生は、この手続きによって生徒の注意力を非常に緊張させるすべを心得ておられた」これを受けて板倉は、「これをみると、仮説実験授業類似の授業はずいぶん早くから行われていて、その効果も認められていたようである（マッハのギムナジウム時代といえば、1850年ごろ）。」。
これについて板倉は次のように指摘している。

「このように、実験の前に予想を立てさせることの意義が19世紀から注目されていたというのに、その後これがしばしば忘れ去られ、仮説実験授業の登場が多くの人々にとって新鮮なものと映じたのはどうしたことによるのであろうか。それはおそらく、実験の前に予想を立てさせることの有効性が認められても、その必然性が明らかにされず、その必然性を裏付けるような問題（実験）群が用意されなかったからではないだろうか。認識論と授業科学論が欠如していたのである。予想の意義は絶えず忘れ去られる運命にあるからこそ、われわれはそれを裏付ける授業書作成に力を注ぐ必要があるのだ。」
つまり、仮説実験授業では「推理の必然性を明らかにする問題群＝授業書」が用意されているが、類似の授業では用意されなかった。

## 初期に作られた主な授業書
仮説実験授業の理論が確立公表されると、実験的・研究的に実践する教員達による膨大な仮説実験授業の実験が積み重ねられ、授業に使われる授業書そのものが授業書概念を強固にする結果となった。初期に開発された授業書は力学が中心だったが、力学以外の授業書「磁石」「電流と磁石」「温度と沸騰」、広い意味での原子論の授業書「ばねと力」「ものとその重さ」「もしも原子が見えたなら」「三態変化」などが作られた。生物分野では「花と実」「背骨のある動物たち」が作られ、地学分野で「宇宙への道」「月と太陽と地球」などが作られた。
このような多様な授業書が生み出されたのは、授業科学として授業の科学の法則性を具体化した「授業書」と、授業の進行に必要な事柄全てを盛り込んで、授業書通りにやれば、子どもも授業者も楽しいものになるという「授業書概念」があった。
| 年     | 月日   | 出来事                                                                             |
| ------ | ------ | ---------------------------------------------------------------------------------- |
| 1963年 | 8月3日 | 板倉が科学教育協議会大会で仮説実験授業を提唱。授業書〈ふりこと振動〉を発表する。   |
| 1963年 | 11月   | 板倉が「仮説実験授業のためのテキスト・ふりこと振動」を『理科教室』に発表。         |
| 1964年 | 2月    | 板倉と上廻が「仮説・実験授業のためのテキスト〈ばねと力〉」前編を『理科教室』発表。 |
| 1964年 | 3月    | 板倉と上廻が授業書〈ばねと力〉後編を『理科教室』を発表。                           |
| 1966年 | 9月    | 板倉が授業書〈じしゃく〉を『仮説実験授業研究』に発表。                             |
| 1967年 | 3月    | 板倉が授業書〈りんじくと仕事〉を『仮説実験授業研究』に発表。                       |
| 1967年 | 6月    | 板倉が授業書〈花と実〉を『仮説実験授業研究』に発表。                               |
| 1967年 | 10月   | 板倉が授業書〈電流と磁石〉を『仮説実験授業研究』に発表。                           |
| 1967年 | 11月   | 板倉が授業書〈溶解〉発表を『仮説実験授業研究』に発表。                             |
| 1969年 | 4月    | 板倉が授業書〈おもしろい磁石の実験〉を『仮説実験授業研究』に発表。                 |
| 1969年 | 12月   | 板倉が授業書〈三態変化〉発表を『仮説実験授業研究』に発表。                         |
| 1970年 | 2月    | 板倉が「授業書〈じしゃく〉による仮説実験授業」を『国研紀要』に発表。               |
| 1970年 | 8月    | 板倉が授業書〈温度と沸とう〉を『仮説実験授業研究』に発表。                         |
| 1970年 | 11月   | 板倉が授業書〈宇宙への道〉を『科教研究』に発表。                                   |
| 1971年 | 2月    | 板倉が授業書〈トルクと重心〉を『仮説実験授業研究』に発表。                         |
| 1971年 | 11月   | 板倉が絵本『もしも原子がみえたなら』を刊行。                                       |
| 1974年 | 6月    | 絵本『もしも原子がみえたなら』が平林浩によって授業書化。                           |

## 授業書案

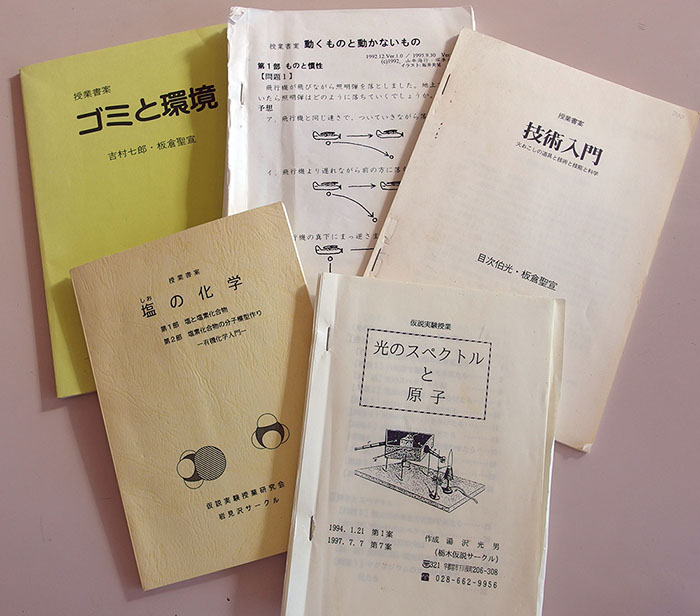
仮説実験授業の授業書案の例

板倉は、「何でもかんでも授業書にできるという考えを排除し、本当に楽しい授業ができると保証しうるものだけを授業書にしてきた。教育内容と教育方法とを不可分のものとして、十分な研究の実績を持ったものだけを授業書として公にするという原則を守って授業書の信用を高めてきた」と述べている。そのため仮説実験授業研究会では研究段階の中間プランは授業書案と呼んで、一般には販売せず実験授業や研究協議で使用する目的に限定している。

## 授業書の著作権

### 授業書の著作権の確立
仮説実験授業では教室の授業の中で児童・生徒各自が自分の頭で予想を立てて考えることを中心にして実現される。授業で課される「問題」が事前に子どもたちに知られて予習するものが現れると、授業は「自分の頭を使う場」から「予習したことを発表し合う場」になってしまう。そこで仮説実験授業においては、特別の場合の他は予習は有害無益であるとされている。
そのため板倉は授業書を購入できるのは仮説実験授業入門講座の受講者と、仮説実験授業の基本文献の購読者に限った。市販の出版物に授業記録と共に仮説実験授業研究会作成の授業書の内容を公表するときは、研究会の了承が必要なのは当然のこととして、授業書分の原稿料などは研究会に納付するという慣例を作った。
板倉は教育界の風潮として、断片的な知識を身につけさせることをもって終わりとする傾向が強いことをふまえて、学校の教師たちによる「授業書の問題のいくつかを断片的に、なぞなぞ的に教えてしまうこと」も警戒した。教育界には少しでも子どもが面白がる知識を与えようとして、仮説実験授業研究会が開発してきた授業書の問題を盗み取ろうとする傾向が存在することを懸念した。
仮説実験授業の授業書の問題の多くは、板倉や研究会員が開発したもので、その著作権を主張できるものが少なくない。そこで、いざとなったらその著作権を主張することによって授業書の不用意な流布から守っている。

### 出版社による授業書盗用事件
学習研究社（学研）は1977年10月号の『5年の学習』の誌面で仮説実験授業の授業書の問題を盗用し、同社の『新しい理科指導法の創造』(1977年10月18日発行)の中で授業書「ものとその重さ」の全文と、『仮説実験授業研究入門』（明治図書）に載っていた小野田三男の授業記録をほとんどそのまま盗用した。板倉はそれを重く見て、訴訟に踏み切って学習研究社を著作権侵害で訴えた
この事件で、「教育研究の分野では自然科学研究のようなプライオリティーや著作権を尊重するという習慣が確立していない」ことを板倉は指摘している。学習研究社の盗用は、記事の著者が出典を全く明らかにしていないことも問題とされた。板倉は「この事件に限らず日本の教育界では盗用・盗作が日常化されているとも言える」と指摘した。
学習研究社は板倉の提出した陳述書に対して「著作権侵害の事実を認めない」という答弁書を提出した。板倉は再度陳述書を出して反論した。訴訟は1979年12月5日に東京地方裁判所で出された仲裁を学習研究社が受け入れ、200万円の賠償金を支払うこととなった。板倉らはこの賠償金を元に「仮説会館」を設立した。

## 授業書方式

### 中学校社会科
藤岡信勝は1976年に「授業書方式による中学校社会科　産業革命」の授業実践を発表した。その中で藤岡は自然科学教育における仮説実験授業の形式を社会科教育にも導入し､社会科教育研究においてもいつでも誰でも同じ過程を再現できるような科学性の高い教授プログラム（以下「授業書」と呼ぶ）を確定することの必要性と可能性についていくつかの問題提起を行った。これを受けて梅津徹郎は「イギリス産業革命」の授業書を作成し、その授業結果の詳細を発表した。
白川隆信は藤岡らの研究を受けて、「歴史教育の場でも十分応用できるのではないか」と考え、高校世界史の授業書「スパルタクスの反乱」を発表した。白川は「授業書方式では確定した指導過程があるので、追試検討する中で改善・改良することが可能であり、その成果も蓄積していくことができる」と授業書による授業研究を評価した。

### 保健教材研究会
保健教材研究会は「「授業書」は、板倉聖宣氏らによる仮説実験授業の授業書からヒントを得たものである。」と述べた上で、「授業のあり方を科学化する」「すぐれた教材や授業を創出していくためには、授業をくり返すことによって修正・改善し、洗練していくことが必要である」と主張した。保健教材研究会は2004年まで3回にわたって授業書の改訂版を出版している。

### 北海道大学での物理授業書作成
北海道大学の高村泰雄らは「仮説実験授業は、「授業書」を使うことによって授業運営法をも規定し、授業の科学的研究方法に新しい局面を切り開いた」と評価して、「授業書方式による授業の科学的研究方法の開発にこだわって研究をすすめてきた」と述べている。高村らは力学、電磁気学、熱力学の授業書を作り、高校の授業で実験授業を行ってその効果を検証した。

### 生活科学
岡山大学の高山と杉原は1983年に家庭科教育の教材として「洗剤」に関する授業書の試案を発表した。また2003年に弘前大学の大谷光良は「切削工具」の授業書を作った。

### 授業書方式の流行
このように1970年代から仮説実験授業以外でも授業書方式という名称で授業の研究が行われるようになった。
保健教材研究会の「授業書方式」は「問題→予想→討論→説明」というプロセスをたどるように構想されているが、「保健学習で扱われるべき教材の開発」にとどまっている。
また白川の世界史の授業書には一つの問題で知った事実をもとにして次の段階でより確からしい予想を考え出すといった「（概念･法則の）適用過程」が見られない。そのため授業を受けた生徒からは「何時間も続けるとワンパターンになってきた（マンネリ化してきた）」という声が出ている。（白川の）授業書の問題には新しい事象に対する予測能力を高めるという働きがないと評された。
板倉自身はこうした授業書作成による教育研究について「一面よろこぶべきことであると共に、警戒を要することだと考えている」と述べて、「授業書という言葉の安易な普及は、せっかく授業書という言葉が得た信用を台無しにしてしまう可能性も少なくない」と授業書方式の安易な流行の動きを懸念した。

### 授業書方式の評価
一方、従来の教育研究、たとえばグループ学習とか発見学習とかの欠陥は、「それをどのようにして授業に具体化するかという方法」を欠いていたため、プラン倒れになっていたことであるため、授業書方式は、授業の内容と方法を一体のものとして研究してゆくその研究の進め方によって、従来の教育研究の欠陥を乗り越えたという評価もある。
高村泰雄は自身の物理授業書の作成研究について「授業書という言葉を使ったが、これは授業の科学的研究という立場から見て新しい用語の採用には慎重であった方が良いと考え、仮説実験授業のプライオリティも尊重して、それ（仮説実験授業の授業書）を固有名詞の「授業書」として、我々の定義によるものを普通名詞の授業書とした」と仮説実験授業の授業書と授業書方式の授業書の区別をしている。高村らは授業書方式を、研究者や教師の授業に対する法則に関する仮説が盛り込まれ、授業書の指示通り授業を進めることによって、誰もが優れた授業を再現することができ、授業の科学的研究が大きく前進したものとしている。

### 仮説実験授業
- 板倉聖宣「ふりこと振動―仮説・実験授業のためのテキスト」『1963-64論文集　仮説実験授業の誕生』、仮説社、1989年、11-37頁。全国書誌番号:90010732
- 細谷純、永野重史、新田倫義、矢萩武男「ばねとゴムを利用した力概念の形成」『教育技術学習心理3月号』第3巻第12号、小学館、1963年、30-41頁。（国立国会図書館書誌ID：000004231542）
- 板倉聖宣「ふりこと振動―仮説・実験授業のためのテキスト」『理科教室』、国土社、1963年。
- 板倉聖宣『科学と方法』季節社、1969年。ISBN 978-4873690018。全国書誌番号:69000102
- 板倉聖宣「仮説実験授業とは何か」『科学と方法』、季節社、1969b、219-262頁、ISBN 978-4873690018。全国書誌番号:69000102
- 板倉聖宣『科学と仮説』野火書房（再刊：季節社）、1971年。全国書誌番号:71014668
- 板倉聖宣『仮説実験授業―授業書〈ばねと力〉によるその具体化―』仮説社、1974年。ISBN 978-4773500035。
- 庄司和晃「仮説実験授業と認識の論理」、季節社、1976年。全国書誌番号:22356801
- 庄司和晃「板倉聖宣」『現代人物事典』、朝日新聞、1977年、117頁。全国書誌番号:77012518
- 西川浩司『授業のねうちは子どもが決める』仮説社、1986年。全国書誌番号:20699319
- 板倉聖宣『理科教育史資料〈第3巻　理科教授法・実践史〉』東京法令出版、1986年。全国書誌番号:87008695
- 上廻昭『仮説実験授業への道』明治図書、1990年。全国書誌番号:90049197
- 板倉聖宣「授業書とは何か」『たのしい授業の思想』、仮説社、1988年、76-90頁。全国書誌番号:88035746
- 板倉聖宣「なぜ、いま著作権侵害を問題にするのか－事情の説明と私の考え－」『増補版　模倣と創造』、仮説社、1987年、89-134頁。全国書誌番号:88025502
- 板倉聖宣『日本理科教育史（増補版）』仮説社、2009年。ISBN 978-4773502121。
- 板倉聖宣『仮説実験授業のABC 第5版』仮説社、2011年。ISBN 978-4-7735-0229-9。
- Kiyonobu Itakura (2019). Hypothesis-Experiment Class (Kasetsu). Kyoto University Press and Trans pacific press in Australia. ISBN 978-1-925608-87-8
- 舟橋春彦、小林眞理子、竹内三郎、Alexander Clemmens「仮説実験授業提唱論文英訳選集刊行」『第36回物理教育研究大会 講演予稿集』、日本物理教育学会、2019年、140-141頁。
- 多久和俊明「仮説実験授業における「授業書」という言葉と概念の成り立ち」『科学史研究』第58巻、日本科学史学会、2020年、357-360頁。国立国会図書館
- 板倉聖宣「マッハ：予想実験教授法の有効性」『私の新発見と再発見』、仮説社、1988年、231-323頁。（初出：1970）

### 授業書方式
- 藤岡信勝「僻地における社会科内容の研究-1-中学校社会科「産業革命」の授業-1」『へき地教育研究』第23巻第1号、北海道教育大学学校・地域教育研究支援センターへき地教育研究支援部門、1976年、15-30頁。国会図書館
- 高村泰雄「「授業書」方式で法則的事実の解明を」『現代教育科学』第19巻第11号、明治図書出版、1976年、61-69頁。国会図書館
- 藤岡信勝「僻地における社会科教育内容の研究-2-中学校社会科「産業革命」の授業-2-」『へき地教育研究』第24巻第1号、北海道教育大学学校・地域教育研究支援センターへき地教育研究支援部門、1977年、9-26頁。国会図書館
- 白川隆信『世界史の授業書　スパルタクスの反乱』一光社、1982年。全国書誌番号:82048151
- 高山 芳治、杉原 黎子「生活科学教育の実験・実証的研究-1-「水のよごれと合成洗ざい」の授業書試案」『岡山大学教育学部研究集録』第63巻、岡山大学教育学部、1983年、145-166頁。国会図書館
- 梅津徹郎「授業書方式による「イギリス産業革命（第二部）」の実践」『教授学の探求』第2巻、北海道大学、1984年、43-146頁。NCID AN10116428
- 高村泰雄『物理教授法の研究』北海道大学図書刊行会、1987年。ISBN 978-4832953017。
- 保健教材研究会『「授業書」方式による保健の授業』大修館書店、1987年。ISBN 4-469-26127-0。
- 保健教材研究会『小学校「授業書」方式による保健の授業』大修館書店、2002年。ISBN 978-4-469-26483-8。
- 大谷 良光「授業書方式による「切削工具」の授業研究」『弘前大学教育学部研究紀要クロスロード』第7巻、弘前大学教育学部、2003年、79-89頁。国会図書館
- 保健教材研究会『最新「授業書」方式による保健の授業』大修館書店、2004年。ISBN 978-4-469-26561-3。